# Hans Wiegel
Hans Wiegel (ur. 16 lipca 1941 w Amsterdamie, zm. 19 maja 2025) – holenderski polityk, deputowany, wicepremier i minister, w latach 1971–1982 lider Partii Ludowej na rzecz Wolności i Demokracji (VVD).

## Życiorys
Krótko studiował prawo na Uniwersytecie Amsterdamskim, później ukończył na tej uczelni nauki polityczne. W 1963 wstąpił do Partii Ludowej na rzecz Wolności i Demokracji. W latach 1965–1966 był przewodniczącym jej organizacji młodzieżowej JOVD. W latach 1967–1977 i 1981–1982 sprawował mandat deputowanego do Tweede Kamer. W latach 1971–1977 i 1981–1982 przewodniczył frakcji VVD w niższej izbie Stanów Generalnych. Od 1971 do 1982 pełnił funkcję lidera politycznego swojego ugrupowania.
Od grudnia 1977 do września 1981 sprawował urzędy wicepremiera oraz ministra spraw wewnętrznych w rządzie, którym kierował Dries van Agt. W 1982 odszedł z krajowej polityki, otrzymał w tymże roku nominację na komisarza królowej we Fryzji; stanowisko to zajmował do 1994. W latach 1995–2000 wchodził w skład Eerste Kamer. Był też prezesem zrzeszeń ubezpieczycieli zdrowotnych KLOZ (1994–1995) i Zorgverzekeraars Nederland (1995–2012). W 2005 został członkiem kuratorium organizacji pracodawców VNO-NCW.

## Odznaczenia
Odznaczony Orderem Lwa Niderlandzkiego klasy III (1981) oraz Orderem Oranje-Nassau klasy III (1989) i II (1994).